# The Pains of Being Pure at Heart
The Pains of Being Pure at Heart var ett indiepopband från New York. Bandnamnet kommer från en opublicerad barnberättelse med samma namn, skriven av en vän till sångaren Kip Berman. Gruppens första utgivning var en självbetitlad EP-skiva som kom ut 2007. Deras självbetitlade debutalbum utgavs 3 februari 2009 på Slumberland Records. Debutalbumet nådde plats 9 på Billboards Heatseekers-lista. 22 september 2009 släppte gruppen sin andra EP-skiva, Higher Than the Stars. Gruppen släppte 29 mars 2011 sitt andra studioalbum, Belong.
Gruppen upplöstes 2019.

## Diskografi
Studioalbum
- 2009 – The Pains of Being Pure at Heart
- 2011 – Belong
- 2014 – Days of Abandon
- 2017 – The Echo of Pleasure

EP-skivor
- 2007 – The Pains of Being Pure at Heart
- 2009 – Higher Than the Stars
- 2011 – Daytrotter Session
- 2012 – Acid Reflex (remixes)
- 2014 – Abandonment Issue

Singlar
- 2007 - This Love Is Fucking Right!
- 2008 - A Teenager in Love
- 2008 - Kurt Cobain's Cardigan / 1, 2, 3, Go! / Pop the Bubbles (The Pains of Being Pure at Heart / The Parallelograms)
- 2008 - Searching for the Now 4 (The Pains of Being Pure at Heart / Summer Cats)
- 2008 - Kurt Cobain's Cardigan
- 2008 - Everything With You / The Pains of Being Pure at Heart
- 2009 - 103
- 2009 - Young Adult Friction / Ramona
- 2009 - Come Saturday / Side Ponytail
- 2009 - Higher Than the Stars
- 2010 - Say No to Love / Lost Saint
- 2010 - Heart in Your Heartbreak / The One
- 2011 - Belong
- 2011 - The Body / Tomorrow Dies Today
- 2012 - Jeremy / My Life Is Wrong
- 2014 - Eurydice
- 2014 - Simple and Sure / Impossible
- 2014 - Until the Sun Explodes